# Lasiodora boliviana
Lasiodora boliviana é uma espécie de aranha pertencente à família Theraphosidae (tarântulas).